# Potenciálně přirozená vegetace
Potenciálně přirozená vegetace je ekologický koncept, který popisuje sukcesně stabilizovanou vegetaci, která by se vyvinula za konkrétní časový úsek na určitém území, které je definované přesnými ekologickými a klimatickými podmínkami, v případě, že by do vývoje nezasahoval člověk. Vytvořené mapy vycházejí ze stávajících podmínek, které zohledňují i nevratné změny, které způsobil člověk. Jedná se většinou o lesní vegetace a rostlinný pokryv. Vratné změny (eutrofizace vod, znečištění ovzduší) by po přerušení činnosti člověka zanikly.
Tento koncept vytvořil v polovině 50. let 20. století geobotanik Reinhold Tüxen. Používá se v moderních konzervačních a renaturačních projektech k předpovídání nejvíce adaptovaných druhů pro definovaný ekotop. Kritika poukazuje na to, že ekosystémy nejsou statické, nýbrž dynamické – přírodní podmínky se neustále vyvíjí, tudíž je ilusorní definovat konečné nebo prvotní fázi vegetace.